# Pagani Huayra
Pagani Huayra – supersamochód klasy wyższej produkowany pod włoską marką Pagani w latach 2011–2023.

## Historia i opis modelu

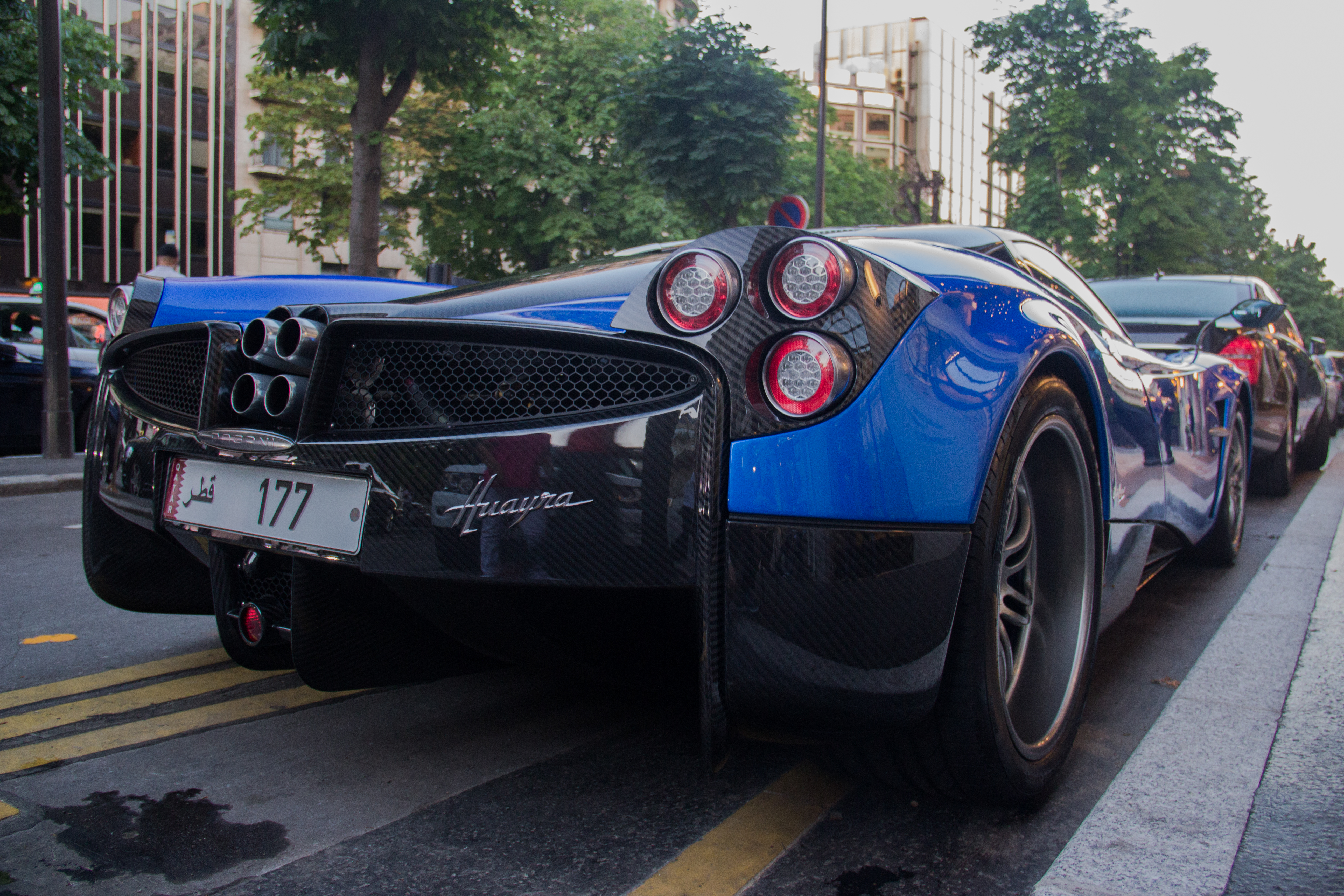
Pagani Huayra - tył

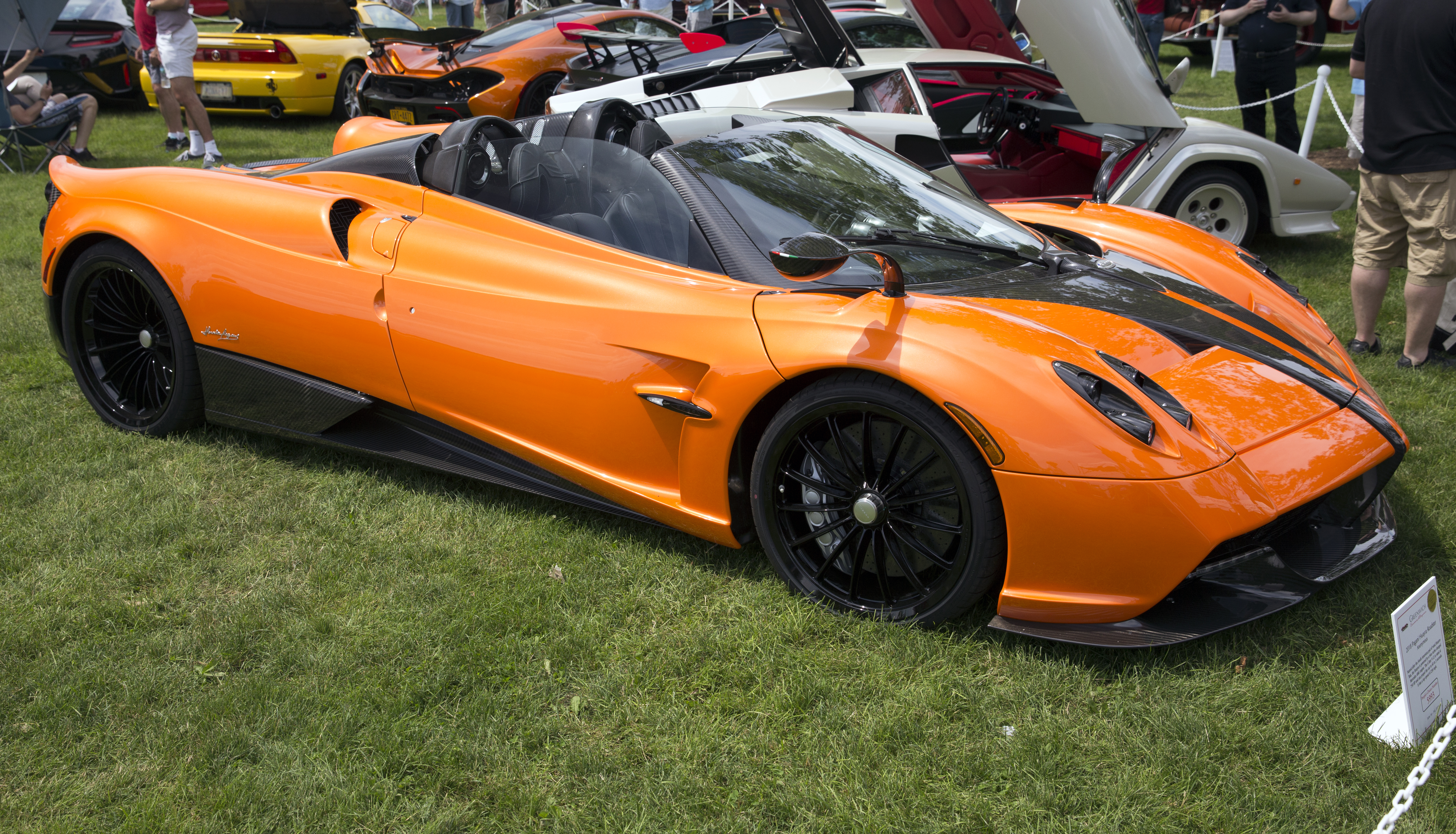
Pagani Huayra Roadster

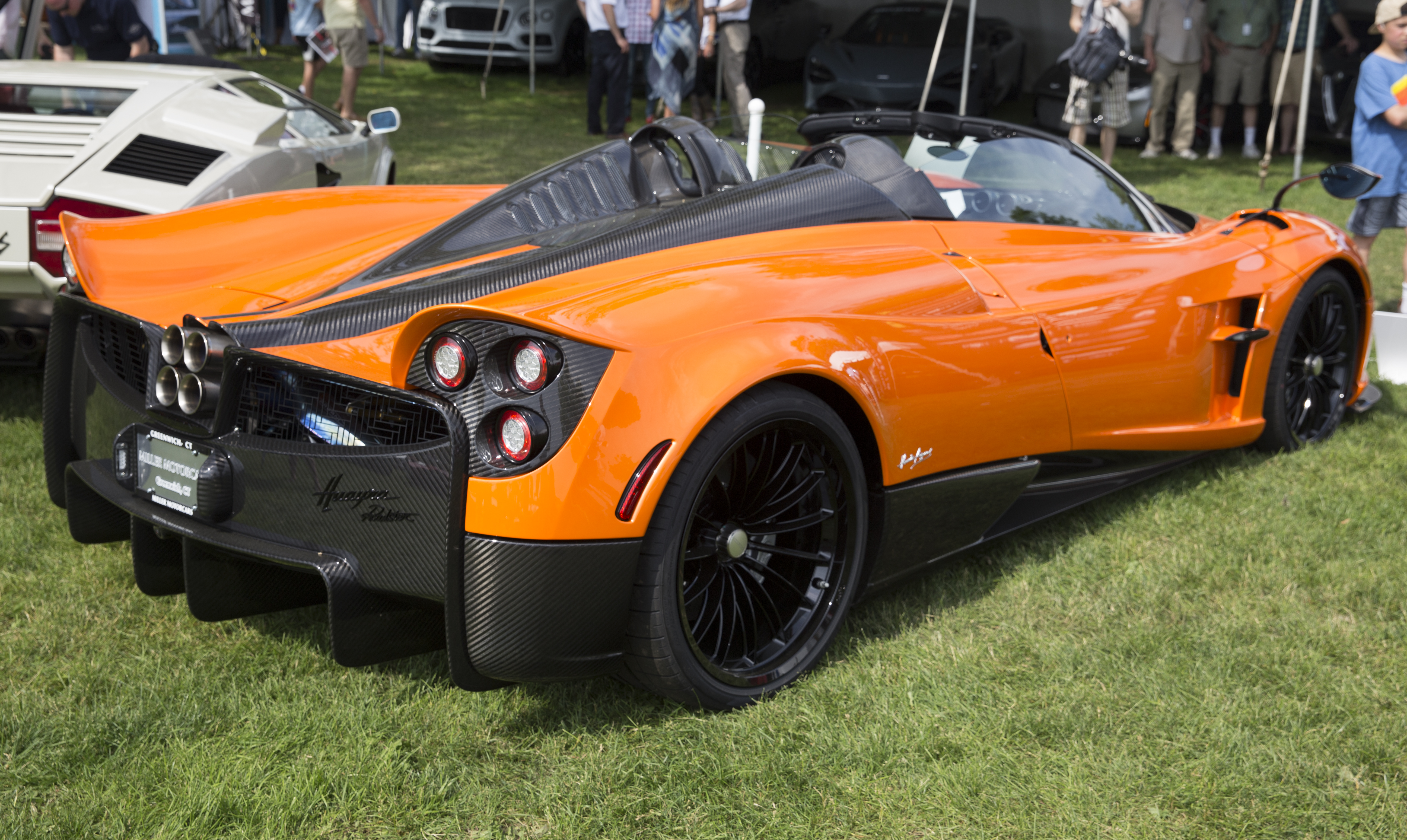
Pagani Huayra Roadster - tył

Proces rozwojowy następcy Zondy pod kodem fabrycznym C9 nabrał zaawansowanego tempa w pierwszej połowie 2008 roku, kiedy to po raz pierwszy sfotografowano prototypy testujące technikę nowego modelu pod próbnym, roboczym nadwoziem. Dwa lata później, w maju 2010, faza testów wkroczyła w kolejny etap, wykorzystując już gotowy projekt zupełnie nowego nadwozia. Koordynujący projekt Horacio Pagani zdradził też wtedy, że następca Zondy wykorzysta 3770 nowych części oraz będzie znacznie mocniejszy od jej podstawowej wersji, zbliżając się do wyczynowego wariantu Zonda R i ponownie wykorzystując silnik Mercedesa-AMG.
Pagani Huayra zadebiutowała oficjalnie w styczniu 2011 roku, niespełna 12 lat po premierze dotychczas produkowanego i zarazem pierwszego w historii modelu założonej w latach 90. włoskiej firmy. Nazwa samochodu nawiązuje do Huayra-tata, prekolumbijskiego boga wiatru czczonego w peruwiańskiej i boliwijskiej części Andów w czasach przedkolonialnych. 
Podobnie jak w przypadku poprzednika, Huayra zyskała awangardową stylizację autorstwa jednoczesnego konstruktora i koordynatora projektu, Horacio Paganiego Obła i smukła sylwetka zyskała wiele ostrych linii, duży przedni wlot powietrzy i lusterka, które tym razem umieszczono na krawędziach błotników. Tylną część nadwozia o masywniejszych kształtach ponownie przyozdobiła centralnie umieszczona poczwórna końcówka wydechu, z kolei do budowy karoserii wykorzystano karbotanium będące połączeniem stopów tytanu i kompozytów z włókna węglowego. Luksusowo stylizowane wnętrze wykonano z mieszanki brąowej skóry i aluminium, z owalną konsolą centralną i panelem klimatyzacji imitującym klawisze klarnetu. Po raz pierwszy Pagani wykorzystało także centralnie umieszczony ekran dotykowy pozwalający na sterowanie głównymi funkcjami pojazdu.
Do napędu podstawowej Huayry ponownie wykorzystany został silnik typu V12 konstrukcji AMG, jednak tym razem jego moc została znacznie zwiększona - z 394 w Zondzie do 700 KM. Sprawne działanie układu napędowego miała zapewniać 7-stopniowa, sekwencyjna skrzynia biegów typu XTRAC, a dzięki wykorzystaniu lekkich i kompozytowych tworzyw do budowy - masa całkowita wyniosła relatywnie niewielkie 1350 kilogramów.

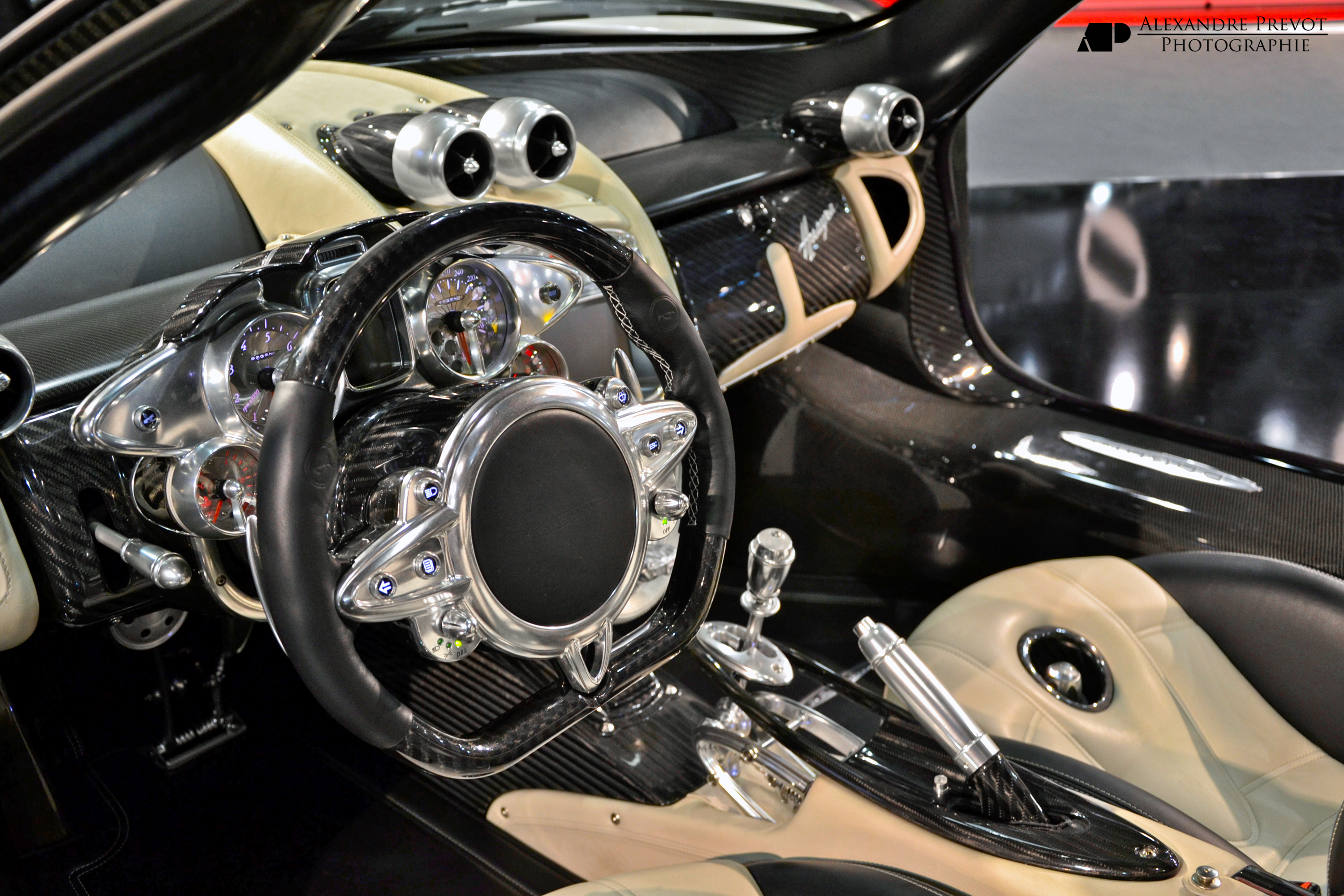
Pagani Huayra - wnętrze

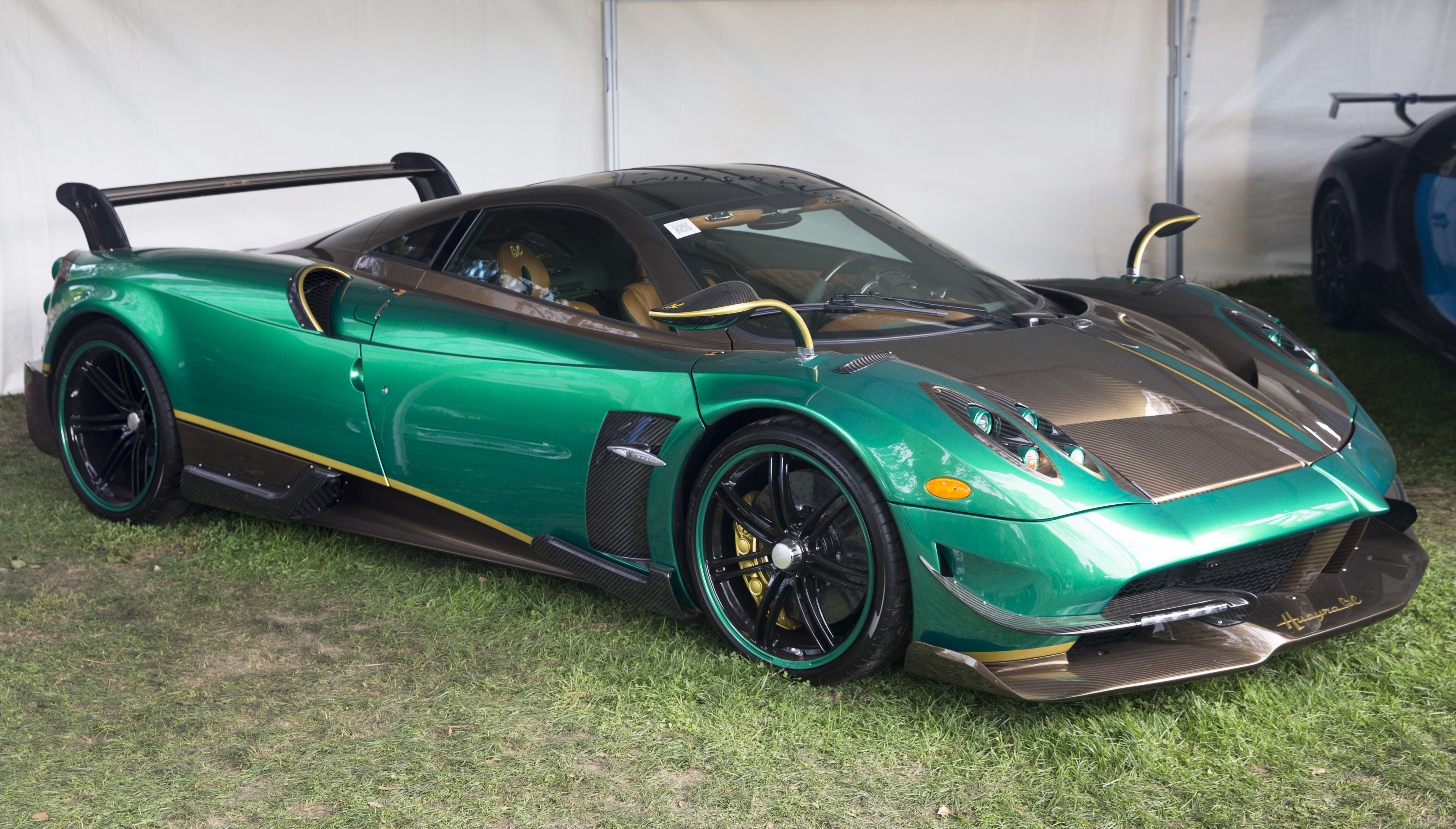
Pagani Huayra BC

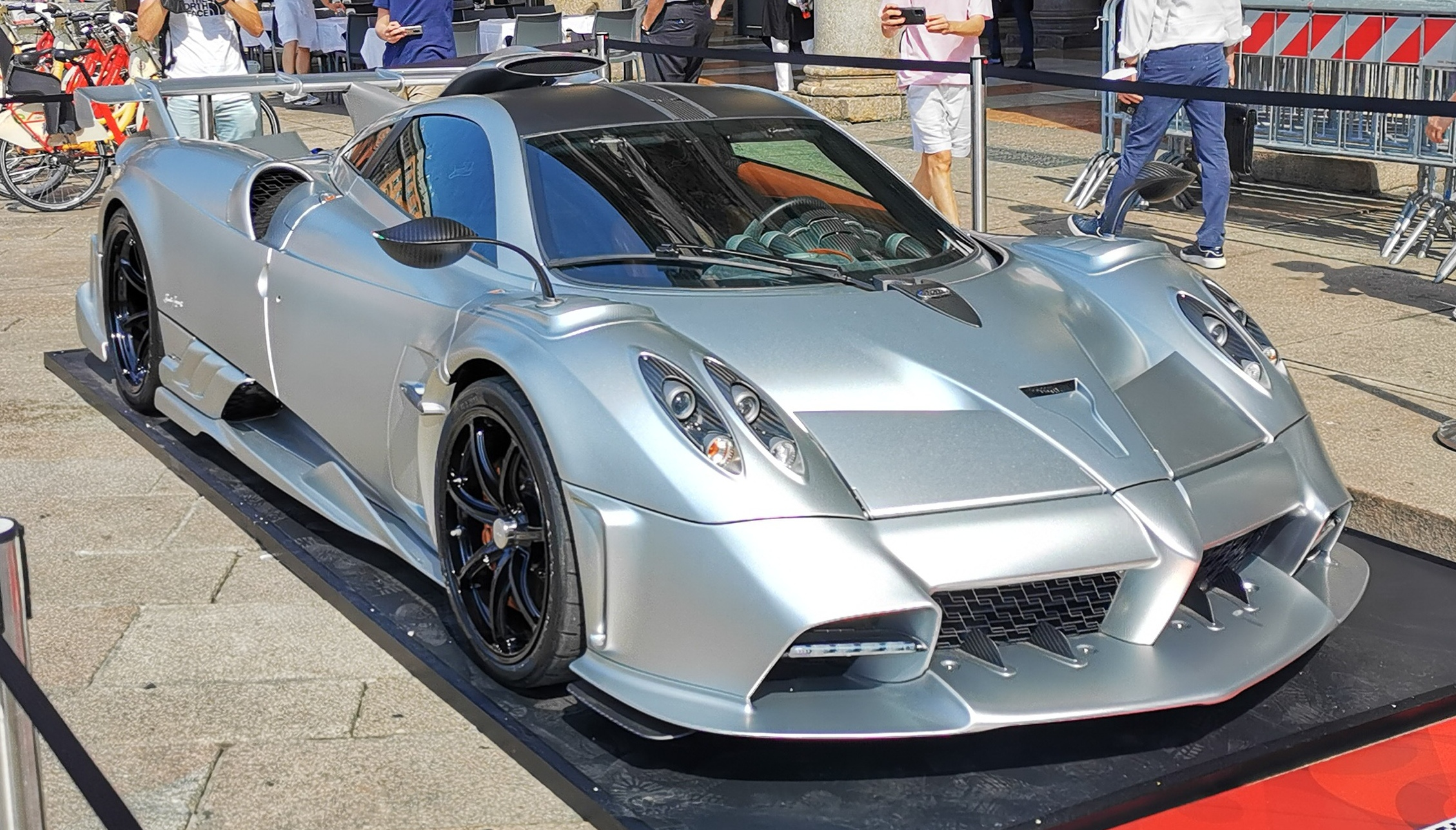
Pagani Huayra Imola

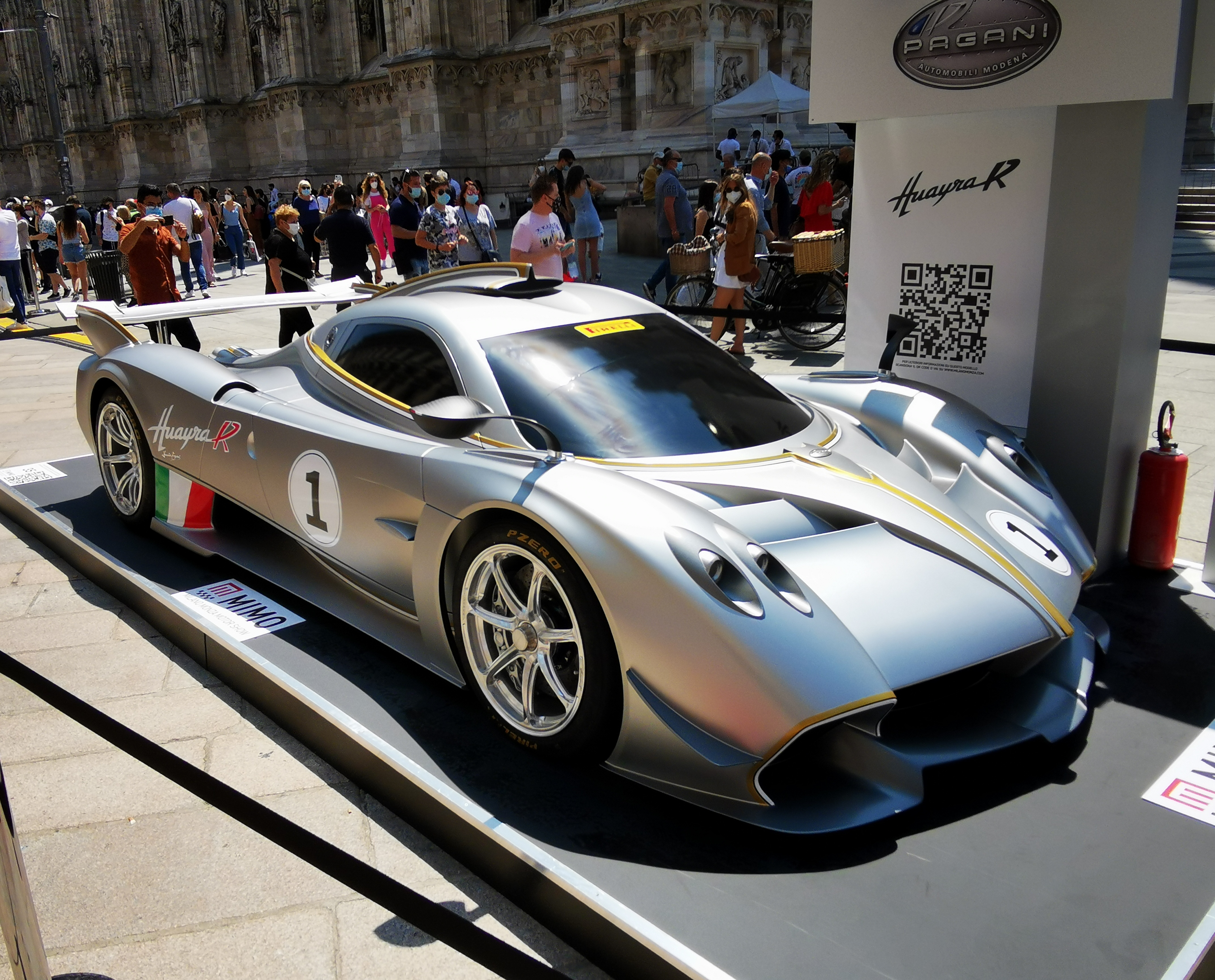
Pagani Huayra R

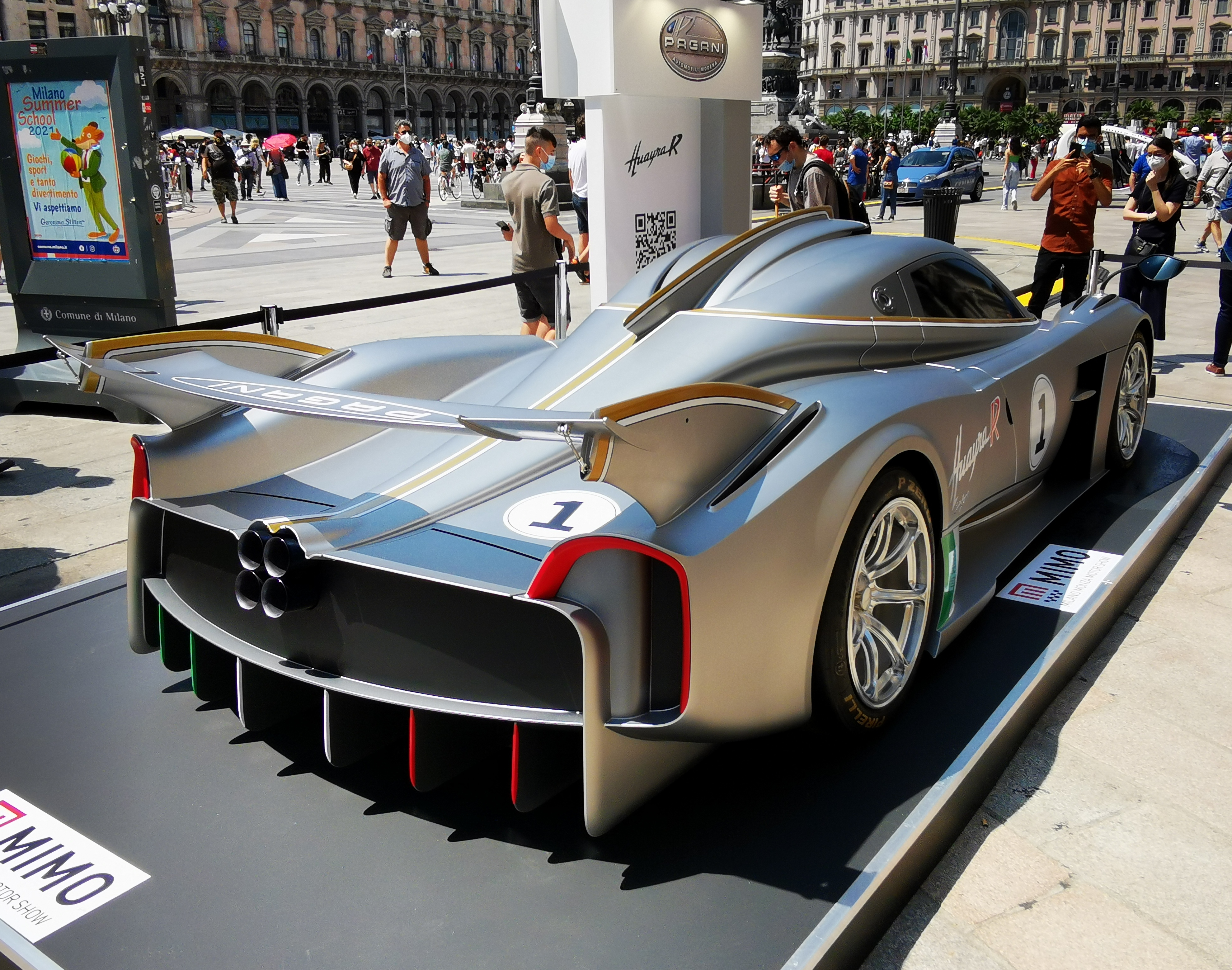
Pagani Huayra R - tył

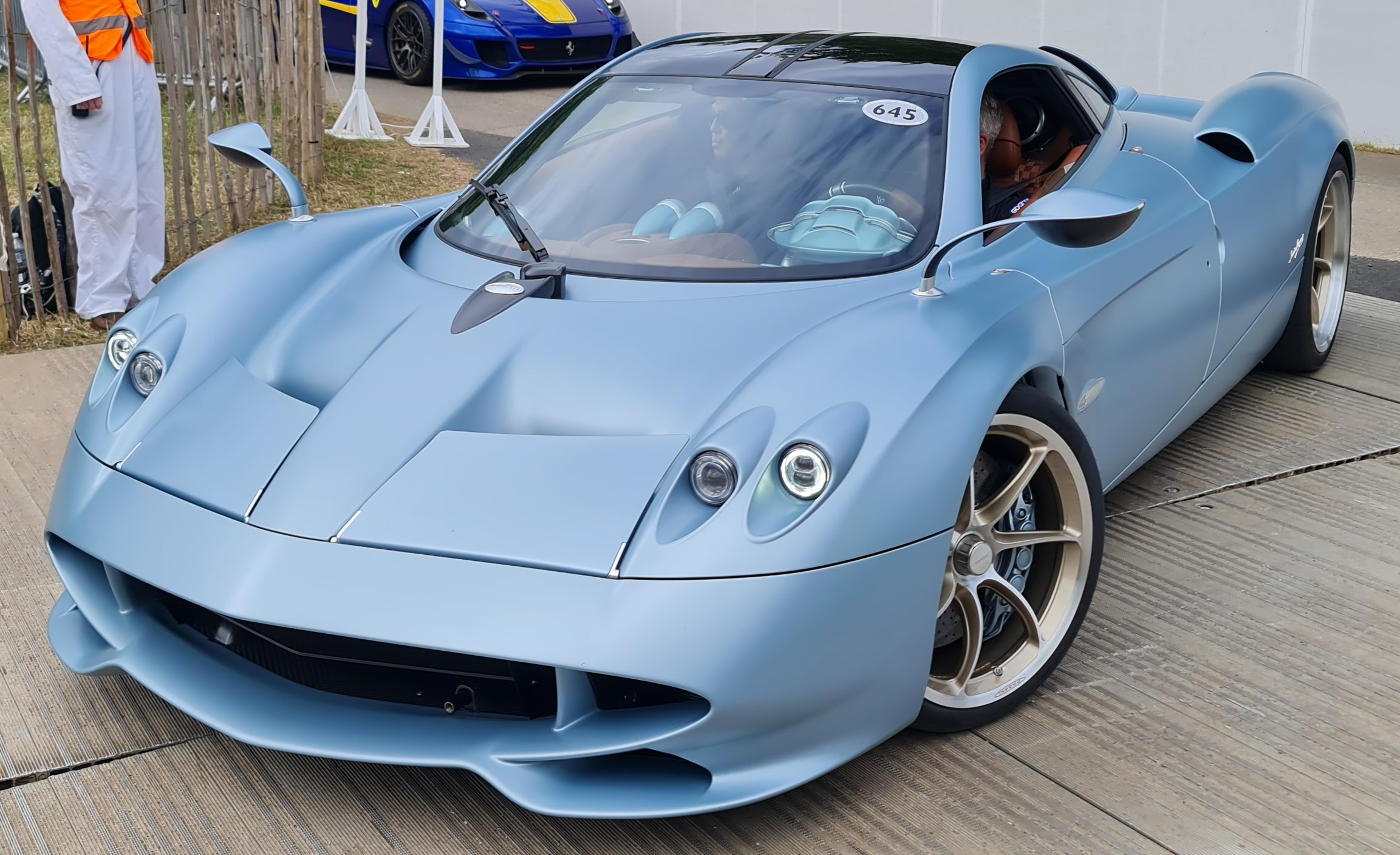
Pagani Huayra Codalunga

### Huayra BC
W lutym 2016 roku zadebiutowała pierwsza wersja specjalna Huayry w postaci modelu BC. Pod kątem wizualnym samochód zyskał przeprojektowane nadwozie, z inaczej ukształtowanym przednim wlotem powietrza, dodatkowymi wlotami powietrza i większym tylnym spojlerem. Charakterystyczną cechą stało się także dwubarwne malowanie karoserii. Horacio Pagani zastosował kompleksowe zmiany w układzie napędowym, modyfikując zawieszenie i stosując nowy typ sekwencyjnej przekładni biegów. Do m.in. alufelg wykorzystano też lżejsze stopy aluminium. Zmiany konstrukcyjne pozwoliły na obniżenie masy całkowitej o 132 kilogramy do 1218 kilogramów przy jednoczesnym zwiększeniu mocy układu do 800 KM, a modyfikacje wizualne doprowadziły do optymalizacji właściwości aerodynamicznych. Zbudowano łącznie 20 egzemplarzy Huayry BC w cenie po 2,35 miliona euro za sztukę.

### Huayra Roadster/Roadster BC
W marcu 2017 roku na salonie samochodowym w Genewie zaprezentowano po raz pierwszy od premiery w 2011 roku odmianę z otwieranym dachem, nazywając ją Huayra Roadster. Samochód zyskał jednak dodatkowe modyfikacje wizualne, wykraczające poza inny typ nadwozia. Przeprojektowany został układ wlotów powietrza, zmodyfikowano zderzaki, a także wprowadzono nowy wzór alufelg. W stosunku do odmiany coupe, Pagani uzyskało niższą o 80 kilogramów masę całkowitą.
Dwa i pół roku po premierze klasycznego Roadstera, Pagani zaprezentowało także wyczynową odmianę BC nawiązującą do przedstawionego już wariantu coupe spod tego emblematu. Samochód zyskał unikalny pakiet stylistyczny z dwubarwnym malowaniem nadwozia, a także 800-konny silnik i dodatkowy pakiet spojlerów. Masę całkowitą obniżono do wartości 1250 kilogramów dzięki wykorzystaniu mieszanki włókna węglowego i tytanu.

### Huayra Imola
W lutym 2020 zadebiutowało Pagani Huayra Imola, będące wariantem o bardziej torowej specyfice. Mocniejszy układ napędowy charakteryzował się mocą 827 KM, z kolei zastosowanie nowego systemu Smart Gas pozwoliło na szybszą zmianę przełożeń siedmiobiegowej przekładni XTRAC podczas dynamicznej jazdy. Pod kątem wizualnym wariant Imola otrzymał bardziej wyścigowe detale stylistyczne, z przeprojektowaną maską, nadkolami i nakładkami na progi. Tylna część nadwozia zyskała obszerny dyfuzor, a duży spojler zapewnił lepszy docisk. Zbudowano 5 egzemplarzy specjalnej wersji Huayry.

### Huayra Tricolore
W grudniu 2020 zaprezentowana została specjalna seria Huayra Tricolore, która powstała w hołdzie dla włoskich pilotów z dywizji aerobatycznej Frecce Tricolori, która w momencie premiery obchodziła 60-lecie swojego istnienia. W stylistyce samochodu wykorzystano motywy trójbarwneg malowania, a także przeprojektowany zderzak i przeprojektowane boczne wloty powietrza. Układ napędowy zyskał mocniejszy o 38 KM silnik, a dzięki wykorzystaniu do budowy lżejszych materiałów kompozytowych udało się uzyskać masę całkowitą 1270 kilogramów. Specjalna, ściśle limitowana edycja Huaury powstała w trzech sztukach, z czego cena za egzemplarz wyniosła 5,5 miliona euro.

### Huayra R
W marcu 2021 roku Pagani zaprezentowało kolejną odmianę Huayry, tym razem o bardziej torowym i wyczynowym charakterze. Samochód przeszedł kompleksowe modyfikacje wizualno-techniczne mające pozwolić na uzyskanie lepszych niż standardowa odmiana osiągów przy maksymalnie obniżonej masie całkowicej i zoptymalizowanych wartościach aerodynamicznych. W efekcie, Pagani Huayra R zyskała masę całkowitą 1050 kilogramów przy mocy 850 KM i silniku, po modyfikacjach stał się wolnossący. Obszerne modyfikacje wizualne przyniosły inaczej ukształtowane wloty powietrza, charakterystyczne matowe malowanie z naklejkami oraz wydłużony, inaczej stylizowany tył z diodowymi lampami, dużym spojlerem i obszernym dyfuzorem. Sztywność konstrukcji została zwiększona o 51%, a kompozytowe nadwozie przykryło kabinę pasażerską z klatką bezpieczeństwa i zintegrowanymi fotelami. Samochód pozwala na jazdę wyłącznie w warunkach torowych. Pagani zbudowało 30 egzemplarzy Huayry R w cenie po 2,6 miliona euro za sztukę.

### Huayra Codalunga
W czerwcu 2022, tuż przed premierą następcy Huayry w postaci zupełnie nowego modelu Utopia, włoska firma przedstawiła jeszcze jeden model specjalny, wizualnie najgłębiej ingerujący w kształty pierwotniego projektu z 2011 roku. Huayra Codalunga powstała z inspiracji dwóch klientów włoskiej firmy, którzy zlecili opracowanie projektu nawiązującego do dziedzictwa samochodów wyścigowych typu long tail z lat 60. biorących udział w wyścigach Le Mans. W efekcie, samochód otrzymał nietypowy projekt stylistyczny wyróżniający się znacznie wydłużoną, smukle zakończoną częścią nadwozia z inaczej ukształtowanymi lampami, spojlerem i dyfuzorem. Lampy zyskały łukowato ułożone trzy soczewki, które skryto pod wyraźnie zarysowanym daszkiem. Samochód zyskał też przeprojektowany pas przedni, inny wzór alufelg i charakterystyczne, błękitno-matowe malowanie nadwozia. Konstruktorzy obniżyli masą całkowitę o 70 kilogramów, a sam pojazd zyskał mocniejszy, 890-konny układ napędowy. W momencie premiery zapowiedziano budowę 5 egzemplarzy w cenie po 7 milionów euro za każdy, z czego wszystkie sztuki znalazły już wtedy nabywców.

## Dane techniczne
| Wersja             | Silnik:              | Dostawca:    | Układ zasilania: | Moc maksymalna:           | Maks. moment obrotowy       | 0-100 km/h: | V-max:   |
| ------------------ | -------------------- | ------------ | ---------------- | ------------------------- | --------------------------- | ----------- | -------- |
| Huayra             | V12 6,0 l (5980 cm³) | Mercedes-AMG | wtrysk           | 730 KM przy 5800 obr./min | 1000 N•m przy 4500 obr./min | 3,3 s       | 360 km/h |
| Huayra BC          | V12 6,0 l (5980 cm³) | Mercedes-AMG | wtrysk           | 800 KM przy 5980 obr./min | 1100 N•m przy 4000 obr./min | 2,6 s       | 350 km/h |
| Huayra Roadster    | V12 6,0 l (5980 cm³) | Mercedes-AMG | wtrysk           | 764 KM przy 6200 obr./min | 1000 N•m przy 4300 obr./min | 3,0 s       | 338 km/h |
| Huayra Roadster BC | V12 6,0 l (5980 cm³) | Mercedes-AMG | wtrysk           | 802 KM przy 5900 obr./min | 1050 N•m przy 5600 obr./min | 3,8 s       | 370 km/h |
| Huayra Imola       | V12 6,0 l (5980 cm³) | Mercedes-AMG | wtrysk           | 827 KM przy 5500 obr./min | 1110 N•m przy 4000 obr./min | 2,9 s       | 370 km/h |
| Huayra R           | V12 6,0 l (5980 cm³) | Mercedes-AMG | wtrysk           | 850 KM przy 8250 obr./min | 1100 N•m przy 8300 obr./min | 2,8 s       | 350 km/h |
| Huayra Codalunga   | V12 6,0 l (5980 cm³) | Mercedes-AMG | wtrysk           | 890 KM przy 5900 obr./min | 1100 N•m przy 5600 obr./min | 2,7 s       | b/d      |

## Wersje specjalne

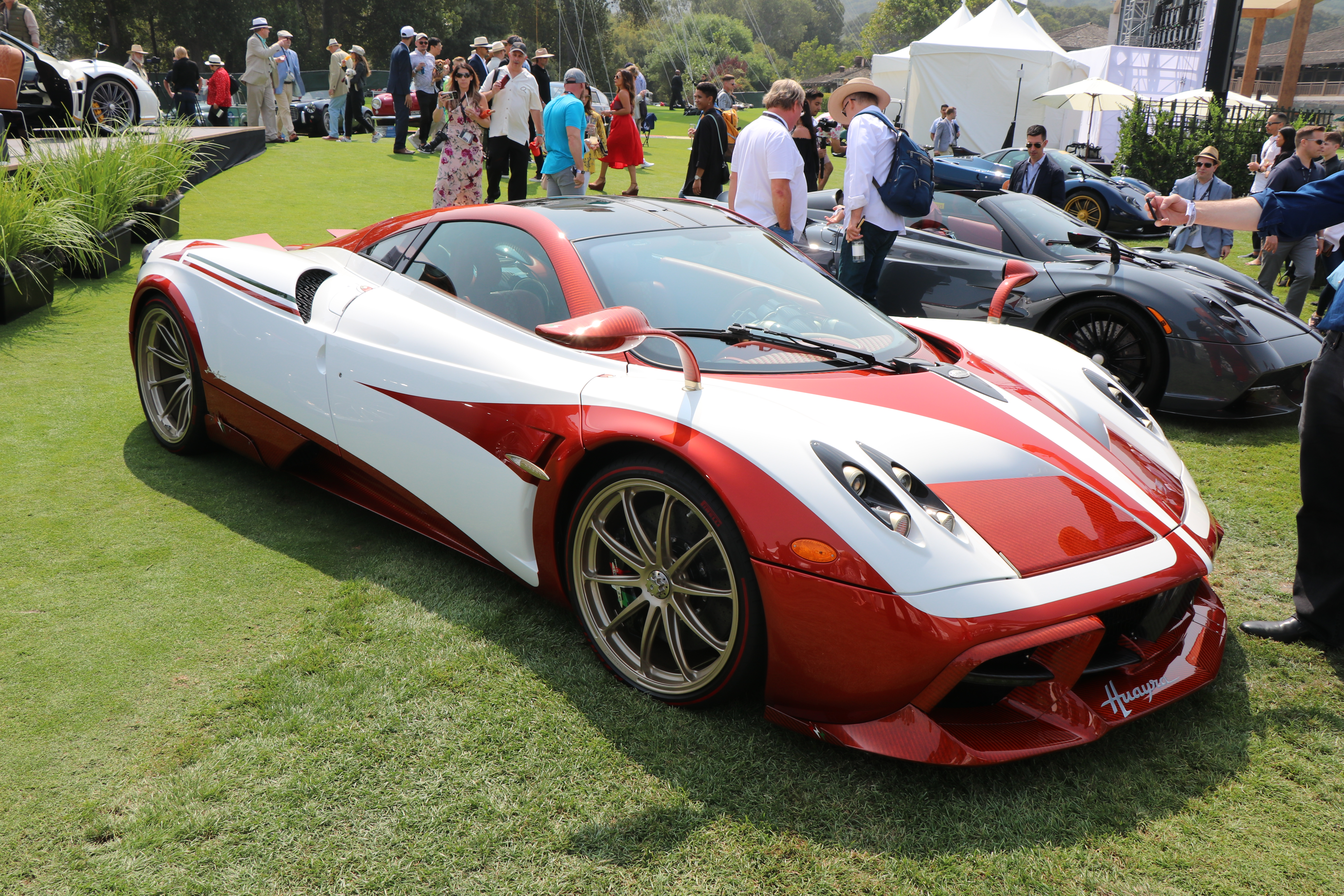
Pagani Huayra Lampo

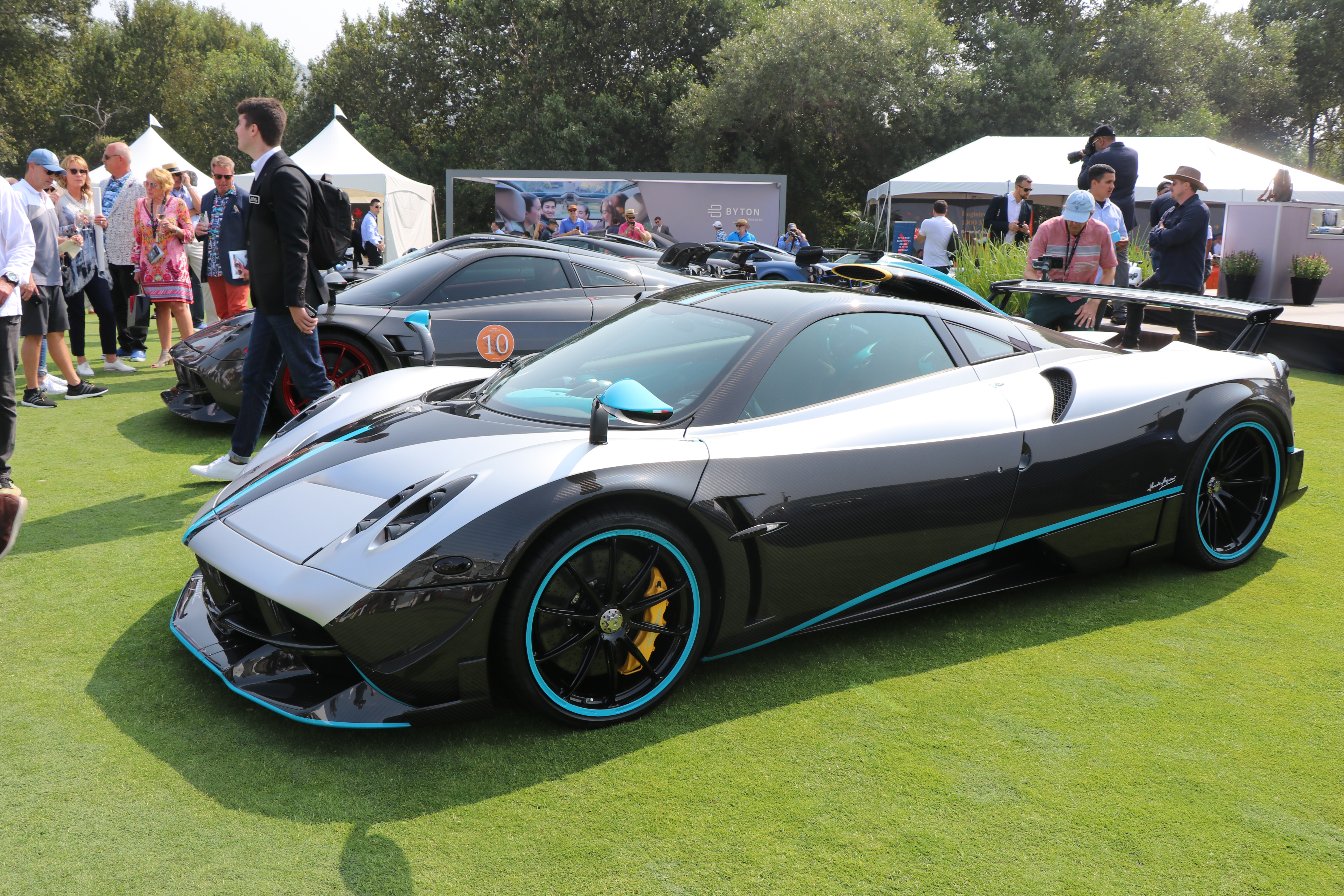
Pagani Huayra L'Ultimo

Podobnie jak w przypadku poprzednika, który podczas rynkowej obecności Huayry pozostał w równoległej małoseryjnej produkcji, także ten model Pagani zbudowany został w licznych wersjach specjalnych. Egzemplarze typu one-off skonstruowano na zlecenie klientów prywatnych, nadając im unikalne malowanie nadwozia, detale specjalne i spersonalizowaną aranżację wnętrza.
- Pagani Huayra Carbon (2012)
- Pagani Huayra White (2012)
- Pagani Huayra La Monza Lisa (2014)
- Pagani Huayra 730S (2015)
- Pagani Huayra BC Kingtasma (2017)
- Pagani Huayra Pearl (2016)
- Pagani Huayra Dinastia (2016)
- Pagani Huayra Hermès (2016)
- Pagani Huayra Lampo (2017)
- Pagani Huayra Cento (2017)
- Pagani Huayra BC Macchina Volante (2018)
- Pagani Huayra Jeden (2019)
- Pagani Huayra L'Ultimo (2021)
- Pagani Huayra NC (2022)